# Kuacha malauí

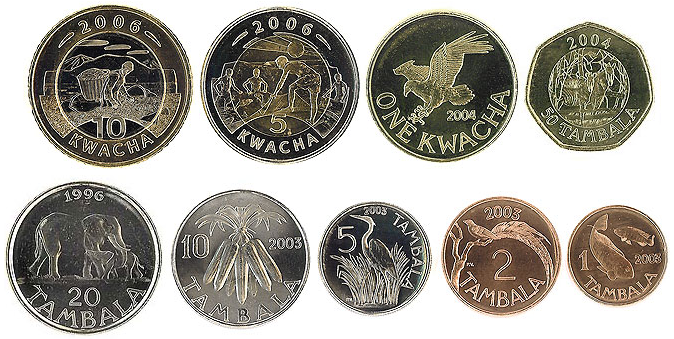
Segunda serie de monedas circulantes

El kuacha malauí ("amanecer" en bemba), es la moneda oficial de Malaui desde 1971, cuando se sustituyó a la libra malauí. Su código monetario es ISO 4217: MWK. El kuacha está dividido en 100 támbalas ("gallos"). El nombre de la unidad monetaria proviene de un antiguo lema nacionalista compartido con Zambia: "Un nuevo amanecer de libertad", de ahí que ambas monedas tengan la misma denominación, los códigos del kuacha zambiano son ISO 4217: ZMK.

## Monedas
La primera serie de monedas comprendía los valores de 1 a 20 támbalas, posteriormente en 1993 se añadió el facial metálico de 1 kuacha y a principios de 2007 se incluyeron dos nuevas monedas bimetálicas de 5 y 10 kuachas que irían sustituyendo progresivamente a los billetes de la misma denominación.  En el año 2012 se acuñó una nueva serie de monedas de 1, 5 y 10 kuachas de menor tamaño y peso.

### Monedas actualmente en uso
Estas son las características principales de las monedas actualmente acuñadas:
| Denominación | Circula desde | Forma      | Metal | Diámetro | Canto    | Anverso  | Reverso         |
| ------------ | ------------- | ---------- | ----- | -------- | -------- | -------- | --------------- |
| 1 kuacha     | 2012          | Circular   | Acero | 20 mm    | Estriado | Águila   | Escudo nacional |
| 5 kuachas    | 2012          | Heptagonal | Acero | 22 mm    | Estriado | Garza    | Escudo nacional |
| 10 kuachas   | 2012          | Circular   | Acero | 22 mm    | Estriado | Elefante | Escudo nacional |

### Monedas de la segunda serie
| Denominación | Circula desde | Forma      | Metal  | Metal  | Diámetro | Canto    | Diseño en el anverso        | Diseño en el reverso |
| Denominación | Circula desde | Forma      | Anillo | Centro | Diámetro | Canto    | Diseño en el anverso        | Diseño en el reverso |
| ------------ | ------------- | ---------- | ------ | ------ | -------- | -------- | --------------------------- | -------------------- |
| 1 támbala    | Años 70       | Circular   | Cobre  | Cobre  |          | Liso     | Pez y valor facial          | Escudo nacional      |
| 2 támbalas   | Años 70       | Circular   | Cobre  | Cobre  |          | Liso     | Ave y valor facial          | Escudo nacional      |
| 5 támbalas   | Años 70       | Circular   | Acero  | Acero  |          | Estriado | Garza y valor facial        | Escudo nacional      |
| 10 támbalas  | Años 70       | Circular   | Acero  | Acero  |          | Estriado | Maíz y valor facial         | Hastings Banda       |
| 20 támbalas  | Años 70       | Circular   | Acero  | Acero  |          | Estriado | Elefante y valor facial     | Hastings Banda       |
| 50 támbalas  | 1993          | Heptagonal | Latón  | Latón  |          | Liso     | Cebra y valor facial        | Hastings Banda       |
| 1 kuacha     | 1993          | Circular   | Latón  | Latón  |          | Estriado | Águila y valor facial       | Hastings Banda       |
| 5 kuachas    | 2007          | Circular   | Níquel | Latón  | 27 mm    | Estriado | Pescadores y valor facial   | Escudo nacional      |
| 10 kuachas   | 2007          | Circular   | Latón  | Acero  | 28 mm    | Estriado | Recolectores y valor facial | Escudo nacional      |

## Billetes
| Nueva serie de billetes | Nueva serie de billetes | Nueva serie de billetes | Nueva serie de billetes       | Nueva serie de billetes |
| Imagen                  | Imagen                  | Valor                   | Descripción                   | Descripción |
| Anverso                 | Reverso                 | Valor                   | Anverso                       | Reverso |
| ----------------------- | ----------------------- | ----------------------- | ----------------------------- | --- |
|                         |                         | 20 kuachas              | Inkosi ya Makhosi M’mbelwa II | Edificio y árbol de la Escuela de Formación de Profesores Domasi; pila de libros y birrete                                                       |
|                         |                         | 50 kuachas              | Gomani II                     | Elefantes, árboles y vehículos de safari en el Parque Nacional Kasungu                                                                           |
|                         |                         | 100 kuachas             | James Frederick Sangala       | Facultad de Medicina de Blantyre; estetoscopio                                                                                                   |
|                         |                         | 200 kuachas             | Rose Chibambo                 | Nuevo edificio del Parlamento en Lilongüe |
|                         |                         | 500 kuachas             | John Chilembwe                | presa Mulunguzi en Zomba; grifo de agua; silueta de una mujer cargando un contenedor en la cabeza y un hombre cargando una azada sobre el hombro |
|                         |                         | 1000 kuachas            | Hastings Kamuzu Banda         | silos de maíz Mzuzu; tallo de maíz ; silueta de dos personas triturando maíz                                                                     |
|                         |                         | 2000 kuachas            | John Chilembwe                | Universidad de Ciencia y Tecnología de Malaui, distrito de Thyolo                                                                                |
|                         |                         | 5000 kuachas            | Hastings Kamuzu Banda         | Oficina central del Banco de la Reserva de Malaui, Blantyre                                                                                      |